# Mastelletta

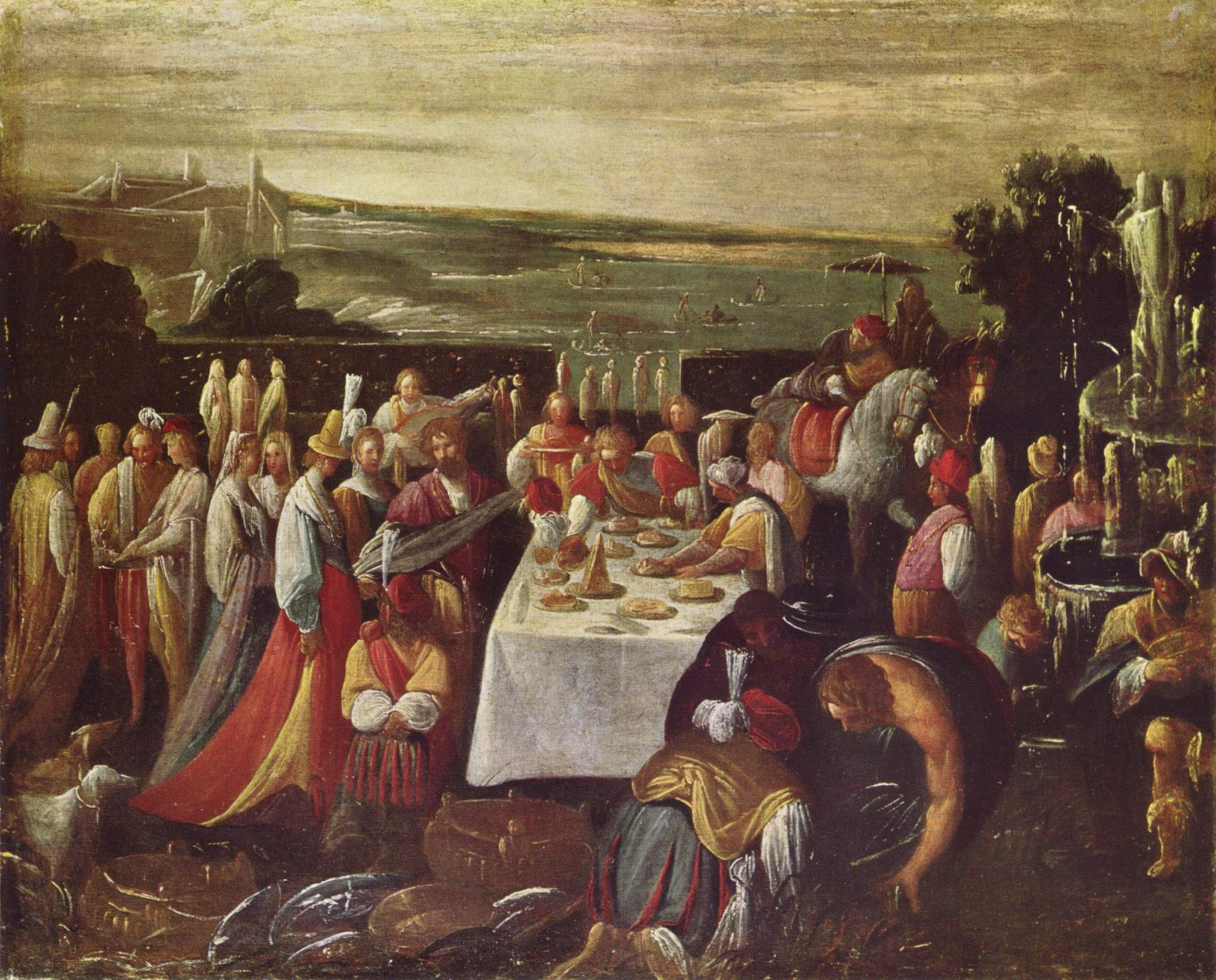
Fiesta en el lago, Galleria Nazionale d'Arte Antica, Roma.

Giovanni Andrea Donducci, conocido como Mastelletta (Bolonia, 14 de febrero de 1575 - Bolonia, 1655), fue un pintor italiano, activo durante el Barroco. El nombre de Mastelletta le fue dado por la profesión de su padre, fabricante de toneles («mastelli»).

## Biografía

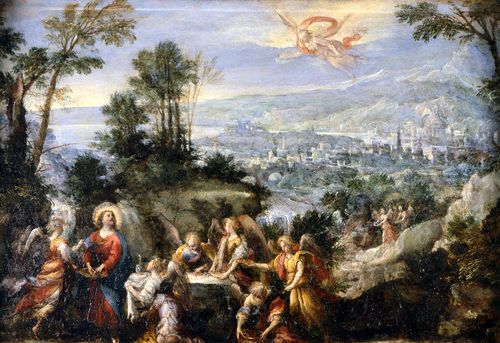
Cristo servido por los ángeles, Pinacoteca Nacional de Bolonia.

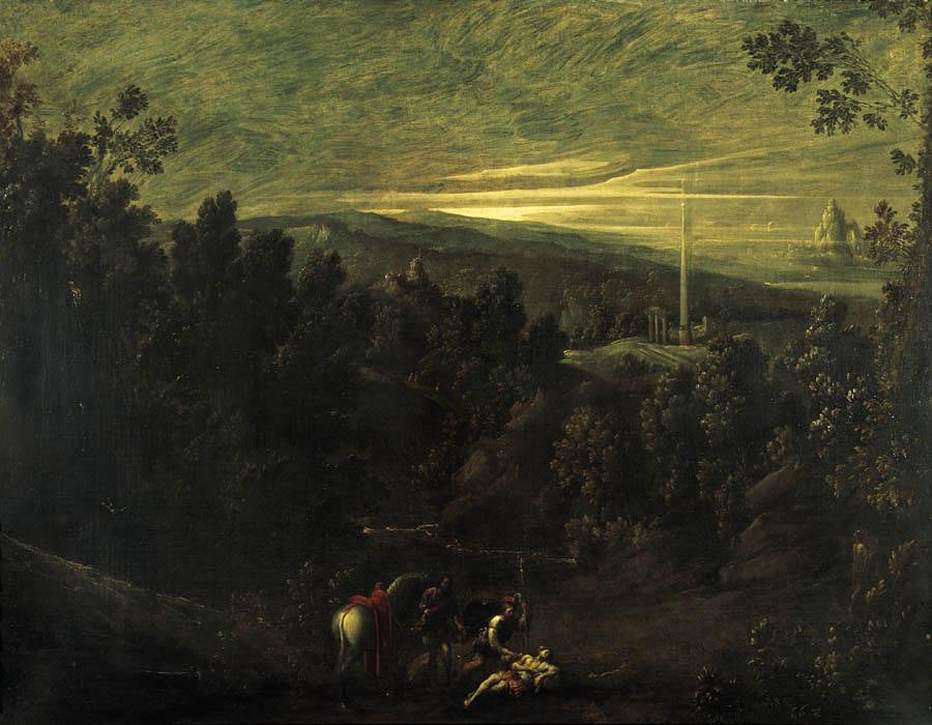
Paisaje con el buen samaritano

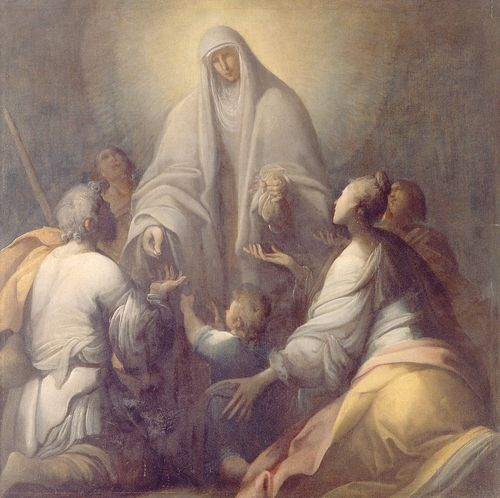
Limosna de una santa, Pinacoteca Nacional de Bolonia.

Comenzó su carrera como alumno de los Carracci, sobre todo de Ludovico,en su famosa Accademia degli Incamminati, pero después se acercó al estilo de artistas como Pietro Faccini y Annibale Castelli.
Tras la muerte de Annibale Carracci, Mastelletta marchó a Roma, donde se integró en el círculo de artistas formado en torno a Adam Elsheimer, Carlo Saraceni y Agostino Tassi, todos ellos especialistas en la ejecución de paisajes de aire misterioso animados por pequeñas figuras.
El arte de Donducci bebe de fuentes relativamente antiguas, pues puso su atención en la obra de los primeros manieristas, artistas como Parmigianino, Bertoia y sobre todo, Niccolò dell'Abbate. Siempre tuvo muy en cuenta el legado del manierismo emiliano. Aunque en su última etapa el tamaño de las figuras creció considerablemente, siempre tuvo ciertos dejes manieristas característicos de su arte.
Según Malvasia, la fase final de su vida fue solitaria y extraña, pues empezó a sospechar de todo y de todos, sobre todo de sus colegas, y rehuía el contacto humano. Vivió con el fantasma de la locura persiguiéndole. Pensaba, con razón o sin razón, que alguien pretendía envenenarle. Se recluyó en una finca apartada y renunció a su arte, por lo menos de la manera que lo había practicado en sus comienzos. Dejó de hacer obras de gran formato y se redujo a pintar pequeños lienzos y cobres que malvendía en cualquier tienducha. Arrastrado a la indigencia, fue acogido por los franciscanos como hermano lego, y en el convento murió reducido al más triste extremo.

## Obras destacadas
- Desposorios místicos de Santa Catalina (Galleria Spada, Roma)
- Asunción de la Virgen (Pinacoteca Nazionale, Bolonia)
- Paso del Mar Rojo (Galleria Spada, Roma)
- Moisés divide las aguas (Galleria Spada, Roma)
- Fiesta campestre (Galleria Spada, Roma)
- Soldados desfilando (Galleria Spada, Roma)
- Ascensión de Cristo (Santa Felicita, Florencia)
- Fiesta en el lago (1610, Museo del Corso, Roma)
- Limosnas de una santa (1610-12, Pinacoteca Nazionale, Bolonia)
- Fiesta en el lago (1610-12, Galleria Nazionale d'Arte Antica, Roma)
- Cristo servido por los ángeles (1615-17, Pinacoteca Nazionale, Bolonia)
- Predicación de San Cristóbal (1617-19, Musei di Palazzo dei Pio, Carpi)
- Paisaje con el buen samaritano (Colección particular)